# 밀쌀

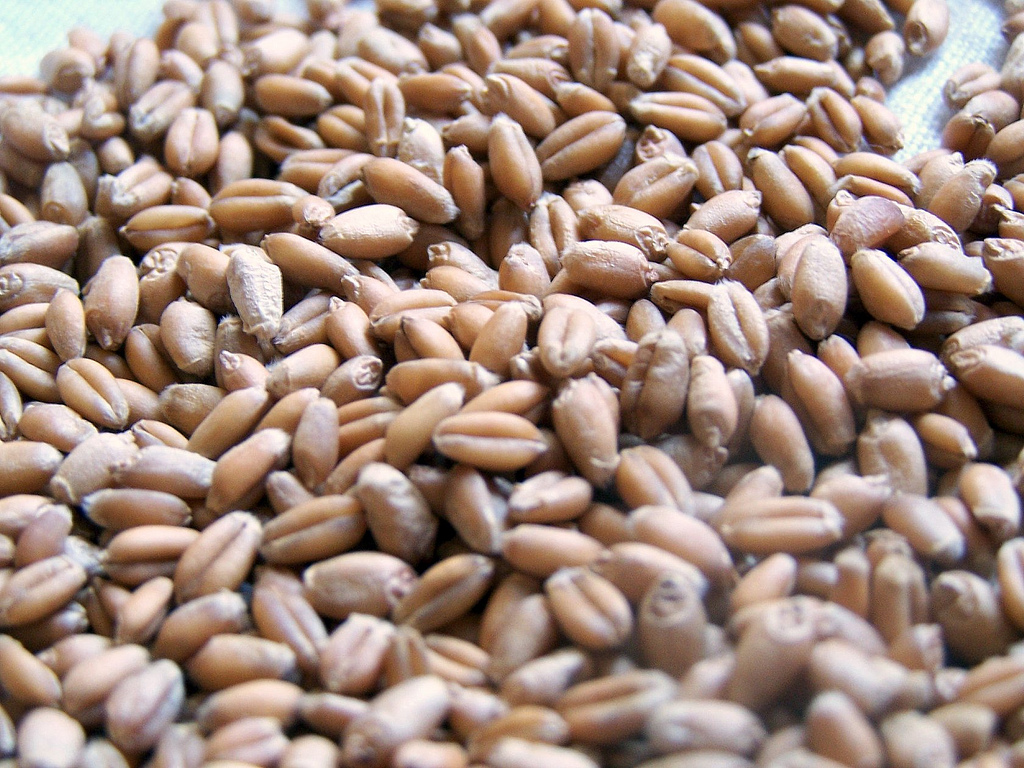
밀쌀

밀쌀은 밀의 낟알에서 껍질을 벗겨 낸 알곡이다.

## 같이 보기
- 귀리쌀
- 기장쌀
- 녹쌀
- 메밀쌀
- 보리쌀
- 부순밀
- 수수쌀
- 옥수수쌀
- 좁쌀